# 国を蹴った男
「国を蹴った男」（くにをけったおとこ）は、伊東潤による短編歴史小説。第34回（2013年）吉川英治文学新人賞受賞作品。および、同作を表題作とする短編小説集、同作を原作とする漫画作品。

## あらすじ
京で毬職人をしていた五助は工房の師匠の腕をも凌いでいたが、師匠は妾に産ませた出来の悪い息子に工房を継がせた。五助は商人・宗兵衛の紹介で駿河の今川氏真のもとで毬職人をすることになる。今川家中の誰もが気に留めてもいなかったが、氏真の類い稀な蹴鞠の才能を目撃した五助は感動する。五助と氏真は蹴鞠を通じて互いに信頼を寄せあい、駿河国を失った後も氏真は五助を傍に置いていた。
徳川家康の元に妻子ともども身を寄せていた氏真であったが、織田信長の命によって天正3年（1575年）に五助を伴って上洛、信長の前で蹴鞠を披露することになった。そんな折、宗兵衛が五助に接触。石山本願寺に身を寄せる五助の妻子を人質として、爆薬を仕込んだ蹴鞠による信長暗殺を持ちかける。常の鞠よりずんと重い爆薬入り鞠であっても、氏真ならば蹴れるだろうと。
3月20日、相国寺にて蹴鞠の会が催され、公家の中でも鞠の名手とされる飛鳥井家の面々からも氏真は称賛される腕前を披露する。最後に、信長自身も鞠足（蹴鞠のプレイヤー）として参加することになり、羽柴秀吉、家康と氏真の4人での蹴鞠が始まる。五助から渡された鞠を天高く氏真が蹴り上げ、それを受けた信長はあまりの重さに腰をついてしまった。何事かと五助も取り押さえられるが、鞠を改めると大麦入りの常ならぬ重さの鞠だったのである。重い鞠を高々と蹴り上げた氏真の腕前に一同、感心すると共に、信長はこれでは自分は蹴れぬと、通常の鞠との交換を五助に命じ、蹴鞠は続いた。
暗殺計画が失敗したことを知った宗兵衛は、その夜、五助を詰問した。悩んだ末に五助は氏真を生かすことを決断したのだった。妻子が一向宗門徒であるなら、同じ一向宗門徒の宗兵衛が妻子を殺すことはない……と。それでも、計画失敗の責のため五助は夜の闇へと消えた。
氏真はその後も生き続け、大坂冬の陣のあった年、慶長19年（1614年）に亡くなる。

## 短編小説集
戦国時代を舞台とする短編小説集ではあるが、「歴史の勝者」というよりも「敗者」に焦点を当て、「敗者」たちの生きざま、死にざまを描いた作品集である。
一般的にも知名度の高い羽柴秀吉、武田信玄、石田三成も登場するが、各短編の主役たちの引き立て役にとどまる。あまり人に知られているとは言い難い武将、武士、茶人らが主役を務めている。

### 収録作品
牢人大将
那波無理之介は那波城主の嫡男だったが上杉景虎に城を落とされ、武田信玄に迎え入れられる。牢人衆の大将を務めることになったが、恩賞を断って牢人として戦で戦うことにした。
戦は算術に候
長束正家は算術の天才で、数々の普請や戦で功績を上げた。しかし豊臣秀吉は「道具は使うもので使われてはならぬ」と言う。
短慮なり名左衛門
毛利名左衛門は上杉謙信のため数々の功を遂げ、御館の乱でも上杉景勝のために大きな働きをしたが、何の論功行賞も受けなかった。そんな名左衛門を景勝の奏者として樋口兼続が訪ねる。
毒蛾の舞
賤ヶ岳の戦いの前、柴田勝家勢の佐久間盛政をまつが訪ねてきて、凡庸な夫・前田利家に功を上げさせてほしいと願う。
天に唾して
山上宗二は堺の商家の嫡男だったが茶の湯に没頭し、千利休の弟子となり、豊臣秀吉に反抗し、小田原の北条家を頼る。その小田原にも秀吉が攻め込んできた。
国を蹴った男
上述。

### 書誌情報
単行本
- 伊東潤『国を蹴った男』講談社、2012年。ISBN 978-4062179911。

講談社文庫
- 伊東潤『国を蹴った男』講談社、2015年。ISBN 978-4062931151。
単行本からの加筆修正あり。

## 漫画
幾花にいろの作画で、『月刊ミステリーボニータ』（秋田書店）2022年8月号（2022年7月6日発売）から、2025年1月号（2024年12月6日発売）まで連載された。全15話。
コミックスは全2巻（上下巻）で2025年3月18日に同時発売された。
書誌情報
ヤングチャンピオン・コミックス
- 伊東潤（原作）、幾花にいろ（漫画）『国を蹴った男』 上、秋田書店、2025年。ISBN 978-4253302081。
- 伊東潤（原作）、幾花にいろ（漫画）『国を蹴った男』 下、秋田書店、2025年。ISBN 978-4253302098。